# Sarah de Nutte
Sarah de Nutte (Dudelange, 21 november 1992) is een Luxemburgs professioneel tafeltennisster Ze speelt rechtshandig, met de shakehandgreep.
Zij nam namens haar land deel aan de Olympische Zomerspelen 2020 maar won geen medailles.

## Belangrijkste resultaten
- Brons op de dubbel op de Europese kampioenschappen  2018 met Ni Xia Lian.
- Brons op de dubbel op de wereldkampioenschappen 2021 met Ni Xia Lian.
- Brons op de dubbel op de Europese kampioenschappen  2022 met Ni Xia Lian.